# Song of Granite
Song of Granite ist eine irisch-kanadische Filmbiografie von Pat Collins über den irischen Folkmusiker Joe Heaney, die am 12. März 2017 beim South by Southwest Film Festival ihre Premiere feierte.

## Handlung / Inhalt
Der Film beschreibt den Aufstieg des irischen Folksängers Joe Heaney und erzählt davon, wie dessen Kindheit in Irland nicht nur seine Musik beeinflusste, sondern auch seine komplizierte Persönlichkeit formte. Drei verschiedene Schauspieler zeigen Heaney in seinen verschiedenen Lebensphasen, beginnend in seiner Kindheit bis hin zu den Jahren vor seinem Tod.

## Biografischer Hintergrund
Joe Heaney (irisch Seosamh Ó hÉanaí oder Joe Éinniú) war ein Folkmusiker aus Carna, einem abgelegenen Dorf in Connemara in der irischen Grafschaft Galway, der den Großteil seines Erwachsenenlebens im Ausland verbrachte und in England, Schottland und New York City lebte. Während dieser Aufenthalte in anderen Ländern nahm Heaney Hunderte von Liedern auf. Die meisten dieser Lieder erzählten von seiner Kindheit und Jugend in Carna.
Über diese Zeit in Carna sagte Heaney, er habe im Alter von fünf Jahren angefangen zu singen, seine Schüchternheit habe ihn jedoch davon abgehalten, in der Öffentlichkeit zu singen. Erst im Alter von 20 Jahren änderte Heaney sein Verhalten. Er erhielt ein Stipendium an einer Schule in Dublin und gewann den ersten und zweiten Preis bei einem nationalen Gesangswettbewerb.
1949 ging Heaney nach London, wo er als Bauarbeiter tätig war, in der Folkmusikszene verkehrte und mit den Labels Topic Records und Gael Linn Aufnahmen machte. In London starb auch seine Frau an Tuberkulose, mit der er sechs Jahre lang verheiratet war.
1965 folgte Heaney einer Einladung des Newport Folk Festivals. Nachdem er in Newport gesungen hatte, beschloss er, in die USA zu ziehen und sich in New York niederzulassen. Später arbeitete Heaney bis zu seinem Tod im Jahr 1984 an verschiedenen Universitäten, zuletzt an der University of Washington in Seattle. Jedes Jahr findet ihm zu Ehren in Carna ein Gedenkfestival statt, das The Féile Chomórtha Joe Éinniú (in Englisch Joe Heaney Commemorative Festival) heißt. Eine Biografie über Heaney wurde von Liam Mac Con Iomaire geschrieben.

## Produktion

### Stab und Besetzung
Regie führte der irische, in Cork geborene Dokumentarfilmer Pat Collins. In dem Drehbuch, das Collins gemeinsam mit Eoghan Mac Giolla Bhríde und Sharon Whooley schrieb, beginnt er Heaneys Lebensgeschichte von dessen Schulzeit in der Grafschaft Galway an zu erzählen. Collins zeigt in seinem Film, wie die raue Landschaft Irlands, aber auch hiesige Mythen, Fabeln und Lieder, mit denen er in seiner Kindheit in Connemara aufwuchs, seine komplizierte und faszinierende Persönlichkeit geformt haben und welche persönlichen Verluste Heaney, der sein Leben der Folkmusik widmete, hinnehmen musste.
Jolm Seoighe spielt Joe Heaney als Jungen, Michael O’Chonfhlaola als Erwachsenen und Macdara Ó Fátharta als älteren Mann.

### Dreharbeiten und Veröffentlichung
Als Kameramann fungierte Richard Kendrick. Der Film wurde in Schwarz-Weiß gedreht, was dem Film eine zeitlose Qualität verleiht und notwendig war, um die Zeit zwischen den drei im Film gezeigten, unterschiedlichen Phasen in Heaneys Leben zu überbrücken, so Steve Greene von IndieWire.
Der Film wurde im kanadischen Quebec und in Connemara im irischen County Galway gedreht, und damit in der Gegend, in der Joe Heaney aufgewachsen war. Die Produktionskosten beliefen sich auf rund 1,3 Millionen Euro.
Der Film feierte am 12. März 2017 beim South by Southwest Film Festival seine Premiere. Ab 1. Juli 2017 wurde der Film beim Filmfestival Karlovy Vary und ab 11. Juli 2017 im Rahmen des Galway Film Fleadh vorgestellt. Im Oktober 2017 wurde der Film beim London Film Festival und beim Filmfest Hamburg gezeigt und kam am 15. November 2017 in ausgewählte US-amerikanische Kinos.

## Rezeption

### Kritiken
Steve Greene von IndieWire meint, die elektrisierendste Sequenz des Films findet in einer überfüllten Bar in Glasgow statt, in der mehrere Gäste The Rocky Road to Dublin und The Galway Shawl singen. Der Film inszeniere die irische Folkmusik als eine Art mythische, mündliche Überlieferung, die transzendierend wirke und größer als das jeweilige Individuum sei, das sie singe. Greene spricht von einem berührenden Tribut für Joe Heaney, der diese Tradition in seiner musikalischen Karriere stets ehrte.

### Auszeichnungen
Von Irland wurde Song of Granite als Nominierungskandidat in der Kategorie Bester fremdsprachiger Film für die Oscarverleihung 2018 eingereicht.
Dublin Film Critics’ Circle Awards 2017
- Nominierung als Bester irischer Spielfilm
- Nominierung für die Beste Kamera (Richard Kendrick)[9]

Filmfest Hamburg 2017
- Nominierung für den Kritikerpreis[10]

The Irish Film & Television Academy Awards 2018
- Nominierung als Bester Spielfilm
- Nominierung für die Beste Kamera (Richard Kendrick)
- Nominierung für den Besten Schnitt (Tadhg O Sullivan)[11]